# Fosbury
Fosbury – wieś w Anglii, w hrabstwie Wiltshire. Leży 33 km na północny wschód od miasta Salisbury i 101 km na zachód od Londynu.